# پدی کلارک
پدی کلارک (به انگلیسی: Paddy Clarke Ha Ha Ha) رمانی‌است نوشته رادی دویل، نویسنده ایرلندی، که در سال ۱۹۹۳ منتشر شد. این کتاب برنده جایزه بوکر شده است.
داستان پدی کلارک در سال ۱۹۶۸ اتفاق می‌افتد. داستان از زبان پسربچه ده ساله ایرلندی، پاتریک (پدی)، روایت می‌شود که در شهر کوچک بری تاون در شمال دوبلین، با پدر، مادر، برادرش فرانسیس (سندباد) و دو خواهر خردسالش زندگی می‌کند. رمان فصل‌بندی نشده اما به بخش‌های کوتاه و بلندی تقسیم می‌شود و در هر بخش پدی ماجرایی را تعریف می‌کند که در مدرسه، خانه، ساختمان‌های نیمه‌کاره، حیاط‌های پشتی و خیابان‌هایی که محل بازی‌شان است برایش رخ داده.

## ترجمه به فارسی
پدی کلارک در سال ۱۳۸۴، با ترجمه میلاد زکریا، از سوی نشر اندیشه‌سازان منتشر شد

## پیون به بیرون
- «Paddy Clarke Ha Ha Ha:Roddy Doyle explains how he came to pen his Booker winner».